# ترنس‌یونیون کانادا
ترنس‌یونیون کانادا (به انگلیسی: TransUnion Canada) یکی از موسسات اصلی ارائه‌دهنده امتیاز اعتباری در کانادا به‌شمار می‌رود. این شرکت همانند اکویفکس کانادا علاوه بر تعیین امتیاز اعتباری، خدمات دیگری نظیر پایش اعتبار و نیز جلوگیری از کلاهبرداری‌های مختلف را نیز ارائه می‌دهد. دفتر مرکزی ترنس‌یونیون کانادا در برلینگتون انتاریو مستقر است. گفتنی است بر اساس قوانین کانادا، هر کانادایی می‌تواند یک بار گزارش اعتباری خود را به صورت رایگان از ترنس‌یونیون یا رقیبش یعنی اکویفکس دریافت کند.